# Stichaeopsis nevelskoi
Stichaeopsis nevelskoi är en fiskart som först beskrevs av Schmidt, 1904.  Stichaeopsis nevelskoi ingår i släktet Stichaeopsis och familjen taggryggade fiskar. Inga underarter finns listade i Catalogue of Life.